# كريس شيريدان (صحفي)
كريس شيريدان (بالإنجليزية: Chris Sheridan)‏ هو صحفي أمريكي، ولد في 14 مايو 1965.